# كايل رايت
كايل رايت (بالإنجليزية: Kyle Wright)‏ هو لاعب كرة قدم أمريكية أمريكي، ولد في 18 أكتوبر 1984 في دانفيل في الولايات المتحدة.